# کارلوس دروموند د آندره
کارلوس دروموند د آندره (انگلیسی: Carlos Drummond de Andrade; ۳۱ اکتبر ۱۹۰۲ – ۱۷ اوت ۱۹۸۷) شاعر اهل برزیل بود.
او چیزی شبیه به یک نماد فرهنگی ملی در برزیل شده‌است، جایی که شعر بسیار تأثیرگذار او "Canção Amiga" ("آهنگ دوستانه") در اسکناس ۵۰ کروزادو نووو نمایش داده شده‌است.

## زندگی‌نامه
دروموند در ایتابیرا، دهکده معدنی در مینا ژرایس در منطقه جنوب شرقی برزیل متولد شد. والدین او کشاورزانی بودند که متعلق به خانواده‌های قدیمی برزیلی بودند که عمدتاً اصالتاً پرتغالی داشتند.او به یک مدرسه داروسازی در بلو هوریزونته رفت، اما به خاطر اینکه از شغلی که انتخاب کرده بود لذت نمی‌برد، پس از فارغ‌التحصیلی هرگز به عنوان داروساز کار نکرد. او بیشتر عمر خود را به عنوان یک کارمند دولتی کار کرد و در نهایت مدیر تاریخ سرویس میراث تاریخی و هنری ملی برزیل شد. اگرچه اولین اشعار او رسمی و طنز هستند، اما دراموند به سرعت اشکال جدیدی از مدرنیسم برزیلی را که در دهه ۱۹۲۰ با کار ماریو جی آندراجی (که با او ارتباطی نداشت) به را ه انداخته شده بود و در حال تکامل بود، در کارهای خود به کار گرفت.